# Xysticus thessalicus
Xysticus thessalicus är en spindelart som beskrevs av Simon 1916. Xysticus thessalicus ingår i släktet Xysticus och familjen krabbspindlar. Inga underarter finns listade i Catalogue of Life.